# District de Gbarzon
Le district de Gbarzon est une subdivision du comté de Grand Gedeh au Liberia. 
Les autres districts du comté de Grand Gedeh sont :
- Le district de Konobo
- Le district de Tchien